# (1945) Wesselink
(1945) Wesselink (aussi nommé 1930 OL) est un astéroïde de la ceinture principale, découvert le 22 juillet 1930 par Hendrik van Gent à Johannesbourg. 